# 許金龍
許金龍（1952年9月27日—），中國的日本文學研究者、作家、翻譯家，出生于江苏南京。中國作家協會會員，現任中國社會科學院外國文學研究所東方文學研究室編審，研究生院外国文学系教授。

## 简介
工人出身，在武漢大學外國語言文學系日本語專業完成學業（1987年），大學本科文化，做了三年對外貿易的日本語言文字工作。
1990年起在中國社會科學院外國文學研究所《世界文學》（隔月出版的所辦刊物）編輯部做日本語文學的編輯工作。
20世紀末的1998年到1999年間，到日本北海道大學研究一年。
2002年起調外國文學研究所東方文學研究室，歷任出版系列高級專業技術職務職稱副編審、編審。
他是1994年諾貝爾文學獎日本獲得者大江健三郎在中國的主要譯者，2007年10月26日以譯作《別了，我的書！》得到第四屆魯迅文學獎優秀文学翻譯獎。
2007年到2008年間得日本國際交流基金資助，在日本東京大學研究十個月。
2007年12月7日獲邀造訪大江在東京成城的家，得到大江先生送的紀念禮物：瑞典皇家學院頒給作為諾貝爾文學獎獲得者的大江的金筆。
大江2008年冬天寫的〈致中國讀者〉（收在人民文學出版社2009年1月版《優美的安娜貝爾·李寒徹戰慄早逝去》）談到他，說「對他的專注力和廣泛而豐富的才能，我表示驚異和敬意。」
大江健三郎和奥尔罕·帕慕克2位諾貝爾文學獎獲得者21世紀裡的訪問中國行程，他都參加了接待工作。

## 譯作

### 大江健三郎作品

#### 小說
- 《這個星球上的棄兒》

##### 《奇怪的二人配》三部曲
- 《被偷換的孩子》
- 《愁容童子》
- 《別了，我的書！》

##### 給兒童青少年寫的長篇小說
- 《兩百年的孩子》

##### 2007年發表的長篇小說
- 《優美的安娜貝爾·李 寒徹颤栗早逝去》

##### 2009年發表的長篇小說
- 《水死》

#### 尾崎真理子做的訪談紀錄
- 《大江健三郎講述作家自我》（2012年版，2008年版題名《大江健三郎口述自传》）
- 《读书人》
- 《定义集》

#### 1994年12月7日諾貝爾文學獎頒獎典禮致謝詞
- 《我在曖昧的日本》

#### 訪問中國的演講稿
- 《北京講演2000》（2000年9月28日在中國社會科學院）
- 《走的人多了，也便成了路》（2006年9月10日在北京大學附屬中學講演）

### 三島由紀夫作品

#### 小說
- 《憂國》
- 《奔馬》
- 《午後曳航》

#### 戲曲
- 《近代能樂集》（〈邯鄲〉1篇申非譯，其他許譯）

### 川端康成·三島由紀夫往復書簡
《川端康成·三島由紀夫往返書簡》

### 柳美里小說作品
- 《女學生之友》

### 東山魁夷隨筆作品
- 《通往唐招提寺之路》

### 高橋敷作品
- 《醜陋的日本人》（與吳彤雕、任大海合譯）

### 多湖輝作品
- 《論表現——自我表現的藝術》（與鄭青合譯）

## 主編
- 《中日新生代作家佳作集萃》日本小说卷（全六卷），金城出版社，2010年10月出版
- 《在那忧郁无尽蔓延的黑夜》（『何もかも憂鬱な夜に』），中村文则 著，姜楠 译
- 《魔法师俱乐部》（『魔法使いクラブ』），青山七惠 著，竺家荣 译
- 《此世双人难全》（『この世は二人組でできあがらない』），山崎纳奥可乐 著，熊淑娥 译
- 《星辰啜露》（『星を吸う水』），村田沙耶香 著，赵秀娟 译
- 《通天阁》（『通天閣』），西加奈子 著，杨炳菁 译
- 《十九岁的夏天》（『ミート·ザ·びート』），羽田圭介 著，胡仰曦 译
- 《大江健三郎精選文集》（全九卷），金城出版社，2012年出版

### 小說
- 《遲到的青年》（『遅れてきた青年』），姜楠　譯
- 《個人的體驗》（『個人的な体験』），王中忱　譯
- 《親自為我拭去淚水之日》》（『みずから我が涙をぬぐいたまう日』），姜楠　譯
- 《空翻》（『宙返り』），楊偉　譯
- 《水死》（『水死』），许金龙　译

### 其他文学作品
- 《小說的方法》（『小説の方法』），王成　譯
- 《大江健三郎講述作家自我》（『大江健三郎作家自身を語る』），許金龍　譯
- 《中日青年作家优秀作品集》日本小说卷（全九卷），新星出版社，2012年出版
- 《理性与感性并行不悖》（『論理と感性は相反しない』），山崎纳奥可乐 著，熊淑娥 译
- 《白领纪要》（『ワーカーズ·ダイジェスト』），津村记久子 著，赵晖 译
- 《新娘》（『花嫁』），青山七惠 著，竺家荣 译
- 《方舟》（『ハコブネ』），村田沙耶香 著，竺家荣 译
- 《地下的鸽子》（『地下の鳩』），西加奈子 著，吕卫青/尹仙花 译
- 《世界的尽头》（『世界の果て』），中村文则 著，姜楠 译
- 《伪自传》（『オート·フィクション』），金原瞳 著，姜楠 译
- 《曙光号》（『曙光』），平野启一郎 著，赵秀娟 译
- 《鄙人是》（『ワタクシハ』），羽田圭介 著，李硕 译

## 论文
- 《三島由紀夫美學觀的形成和變異》
- 《愁容童子——森林中的孤獨騎士》
- 《盤旋在廢墟上的天使》
- 《“始自于绝望的希望”——大江健三郎文学中的鲁迅影响之初探》（2009、11）
- 《文学解读：日本新兴宗教、邪教和“国家宗教”》（2010、5）
- 《“杀王”:与绝对天皇制社会伦理的对决——试析大江健三郎在<水死>中追求的时代精神》（2011、3）
- 《<水死>的“穴居人”母题及其文化内涵》（2012、11）

## 外部連結
- 中國社會科學院外國文學研究所許金龍資料網頁[永久]